# NGC 4613
NGC 4613 је спирална галаксија у сазвежђу Береникина коса која се налази на NGC листи објеката дубоког неба.
Деклинација објекта је + 26° 5' 18" а ректасцензија 12h 41m 29,0s. Привидна величина (магнитуда) објекта NGC 4613 износи 15,2 а фотографска магнитуда 16,1. NGC 4613 је још познат и под ознакама MCG 4-30-11, MK 780, CGCG 129-16, KUG 1239+263A, PGC 42570.